# Hoher Kopf (Hochkönig)
Der Hohe Kopf ist ein 2875 m ü. A. hoher Berg im Hochkönigstock in den Berchtesgadener Alpen. Er liegt im Bezirk Zell am See im österreichischen Land Salzburg.
Der Gipfel ist Endpunkt des Klettersteigs Königsjodler. Er kann auch vom Übergang vom Hochkönig zum Hochseiler bzw. der Übergossenen Alm unschwierig von Norden erreicht werden.